# كنوت مولر
كنوت مولر (بالنرويجية البوكمول: Knut Müller)‏ هو متزلج قفز نرويجي، ولد في 1974 في أسكر في النرويج.

## وصلات خارجية
- كنوت مولر على موقع الاتحاد الدولي للتزلج (القفز التزلجي) (الإنجليزية)